# Му (коммуна)
Му (фр. Moux, окс. Mos) — коммуна во Франции, в регионе Лангедок — Руссильон. Департамент коммуны — Од. Входит в состав кантона Капандю. Округ коммуны — Каркасон.
Код INSEE коммуны — 11261.

## Население
Население коммуны на 2008 год составляло 561 человек.
| 1912 | 1962 | 1968 | 1975 | 1982 | 1990 | 1999 | 2008 |
| ---- | ---- | ---- | ---- | ---- | ---- | ---- | ---- |
| 1215 | 617  | 661  | 611  | 563  | 519  | 507  | 561  |

## Экономика
В 2007 году среди 354 человек в трудоспособном возрасте (15—64 лет) 239 были экономически активными, 115 — неактивными (показатель активности — 67,5 %, в 1999 году было 62,7 %). Из 239 активных работали 207 человек (104 мужчины и 103 женщины), безработных было 32 (21 мужчина и 11 женщин). Среди 115 неактивных 29 человек были учениками или студентами, 40 — пенсионерами, 46 были неактивными по другим причинам.